# Iringa (Region)
Iringa ist eine der 31 Regionen in Tansania. Der Sitz der Verwaltung ist in der Stadt Iringa. Die Region hat eine Größe von 35.743 Quadratkilometer und rund 1,2 Millionen Einwohner (Volkszählung 2022). Damit ist die Region gleich groß wie Baden-Württemberg, hat jedoch nur ein Zehntel so viel Einwohner. Mehr als 80 Prozent der Bevölkerung Iringas lebt von der Landwirtschaft. Die Verkehrsanbindung ist gut, es gibt asphaltierte Straßenverbindungen nach Dodoma im Norden und in das Handelszentrum Daressalam im Nordosten. Außerdem verläuft die Eisenbahnlinie von Daressalam nach Sambia durch den Bezirk.

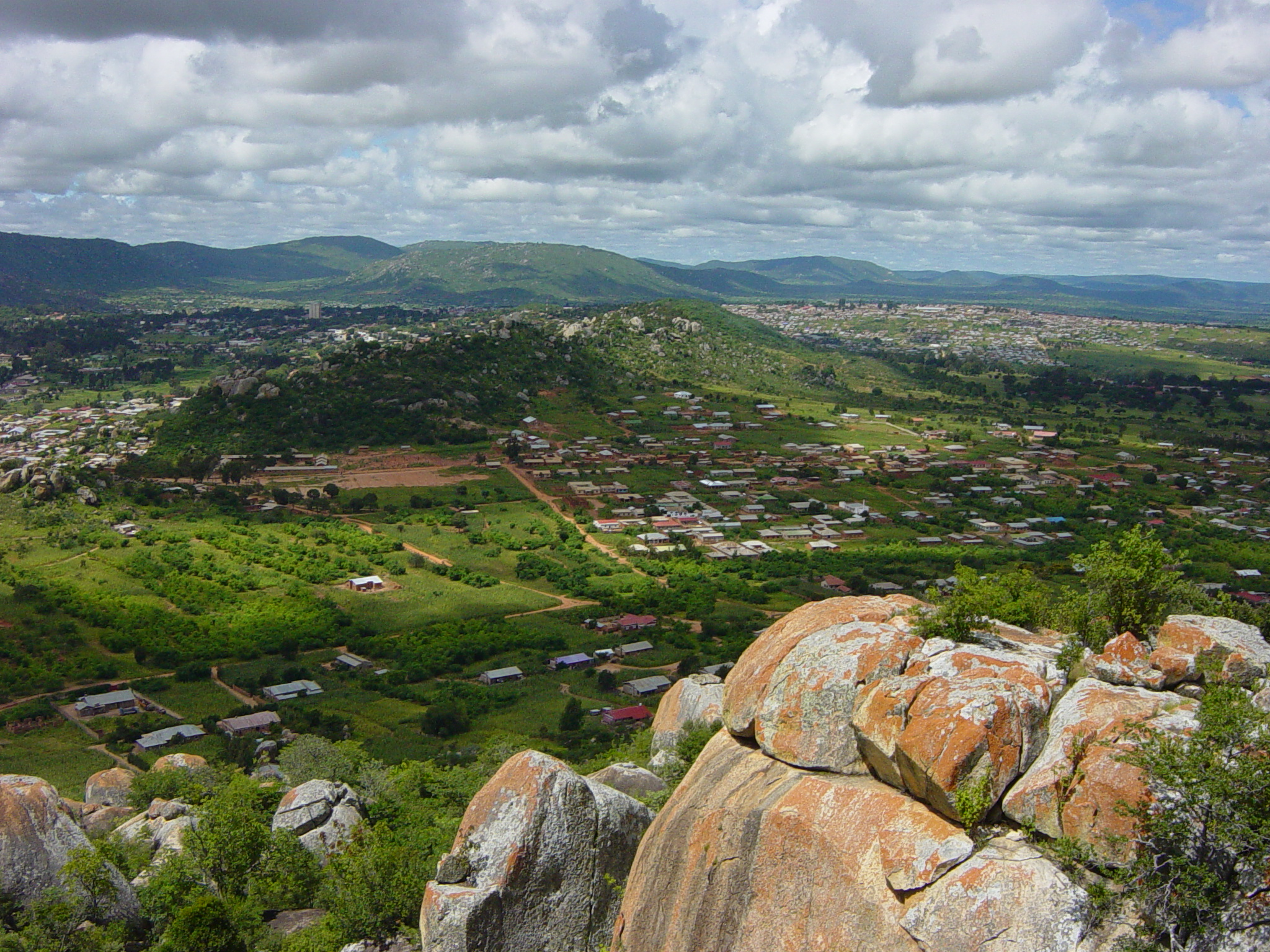
Blick auf die Stadt Iringa

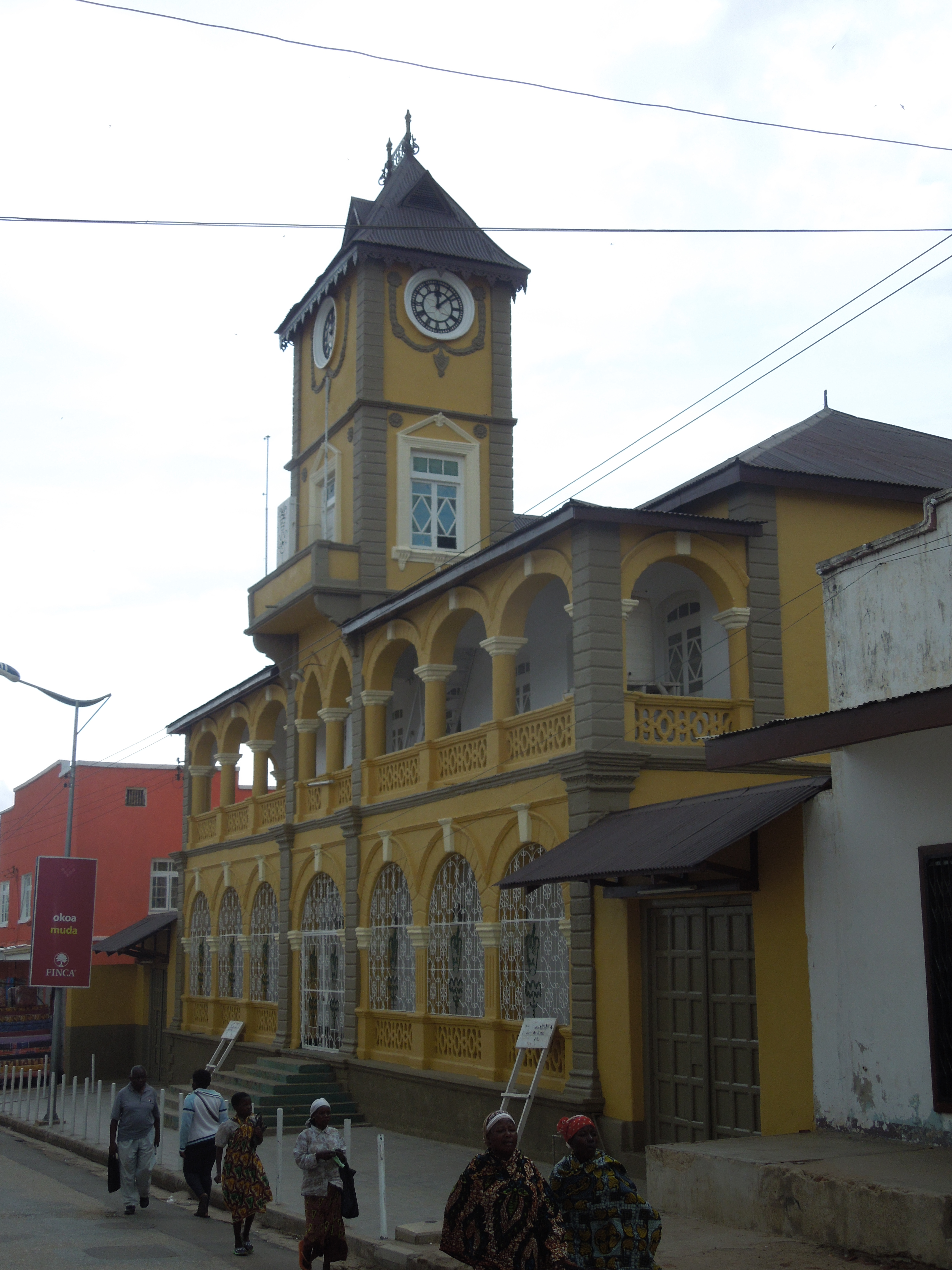
Gebäude aus der Kolonialzeit in Iringa

## Geographie
Gemeinsam mit den Regionen Njombe und Mbeya bildet Iringa das Südliche Hochland. Iringa nimmt den nördlichsten Teil dieses Hochlandes ein, das am Rand in einer bis zu 800 Meter hohen Stufe steil abfällt. Iringa kann in drei Zonen unterteilt werden:
- Das Hochland im Osten, wo an der Grenze zu Morogoro die Udzungwa-Berge bis fast 3000 Meter hoch aufragen. Es fallen Niederschläge zwischen 1000 und 1600 Millimeter im Jahr. Die höchsten Gipfel sind der Mtwori mit 2961 Meter, der Salala mit 2688 Meter und der Luhombero mit 2576 Meter über dem Meer.[4]
- Das Mittelland liegt 1200 bis 1600 Meter hoch. Die Niederschläge liegen zwischen 600 und 1000 Millimeter im Jahr, die Temperatur reicht von 15 bis 20 Grad Celsius.
- Das flache, hügelige Tiefland hat eine Höhe von 900 bis 1200 Meter und es regnet 500 bis 600 Millimeter im Jahr.

Entwässert wird die Region durch die permanenten Flüsse Ruaha und Likosi. An der Grenze zur Region Dodoma wird beim Mtera-Stausee elektrische Energie gewonnen. Charakteristisch für das Land sind massive Felsgipfel, die aus der Landschaft ragen und Inselberge genannt werden.

### Klima
Das Klima in Iringa ist zum Großteil ein warmes Mittelmeerklima, Csb nach der effektiven Klimaklassifikation.
|                        | Jan  | Feb  | Mär  | Apr  | Mai  | Jun  | Jul  | Aug  | Sep  | Okt  | Nov  | Dez  |   |      |
| Mittl. Temperatur (°C) | 19,7 | 19,7 | 19,7 | 19,5 | 18,7 | 17,4 | 16,7 | 17,3 | 18,8 | 20,2 | 21,1 | 20,3 | ⌀ | 19,1 |
| Mittl. Tagesmax. (°C)  | 24,7 | 24,9 | 24,8 | 24,2 | 23,7 | 22,9 | 22,5 | 23,3 | 25,4 | 27   | 27,7 | 25,9 | ⌀ | 24,7 |
| Mittl. Tagesmin. (°C)  | 14,7 | 14,6 | 14,7 | 14,8 | 13,7 | 11,9 | 11   | 11,3 | 12,2 | 13,5 | 14,6 | 14,8 | ⌀ | 13,5 |
|                        |      |      |      |      |      |      |      |      |      |      |      |      |   |      |
| Niederschlag (mm)      | 150  | 138  | 149  | 63   | 7    | 1    | 0    | 0    | 1    | 9    | 37   | 135  | Σ | 690  |

| 14,7 |

| 14,6 |

| 14,7 |

| 14,8 |

| 13,7 |

| 11,9 |

| 11 |

| 11,3 |

| 12,2 |

| 13,5 |

| 14,6 |

| 14,8 |

| 14,7 |

| 14,6 |

| 14,7 |

| 14,8 |

| 13,7 |

| 11,9 |

| 11 |

| 11,3 |

| 12,2 |

| 13,5 |

| 14,6 |

| 14,8 |

### Nachbarregionen
| Singida |                                             | Dodoma   |
| Mbeya   | Kompassrose, die auf Nachbargemeinden zeigt | Morogoro |
|         | Njombe                                      |          |

## Geschichte
Die heutige Form erhielt die Region im Jahr 2012, nachdem Njombe als eigene Region abgetrennt wurde.

## Verwaltungsgliederung
Die Region Iringa wird in drei Land-Distrikte (DC) und zwei Stadt-Distrikte (MC/TC) unterteilt:

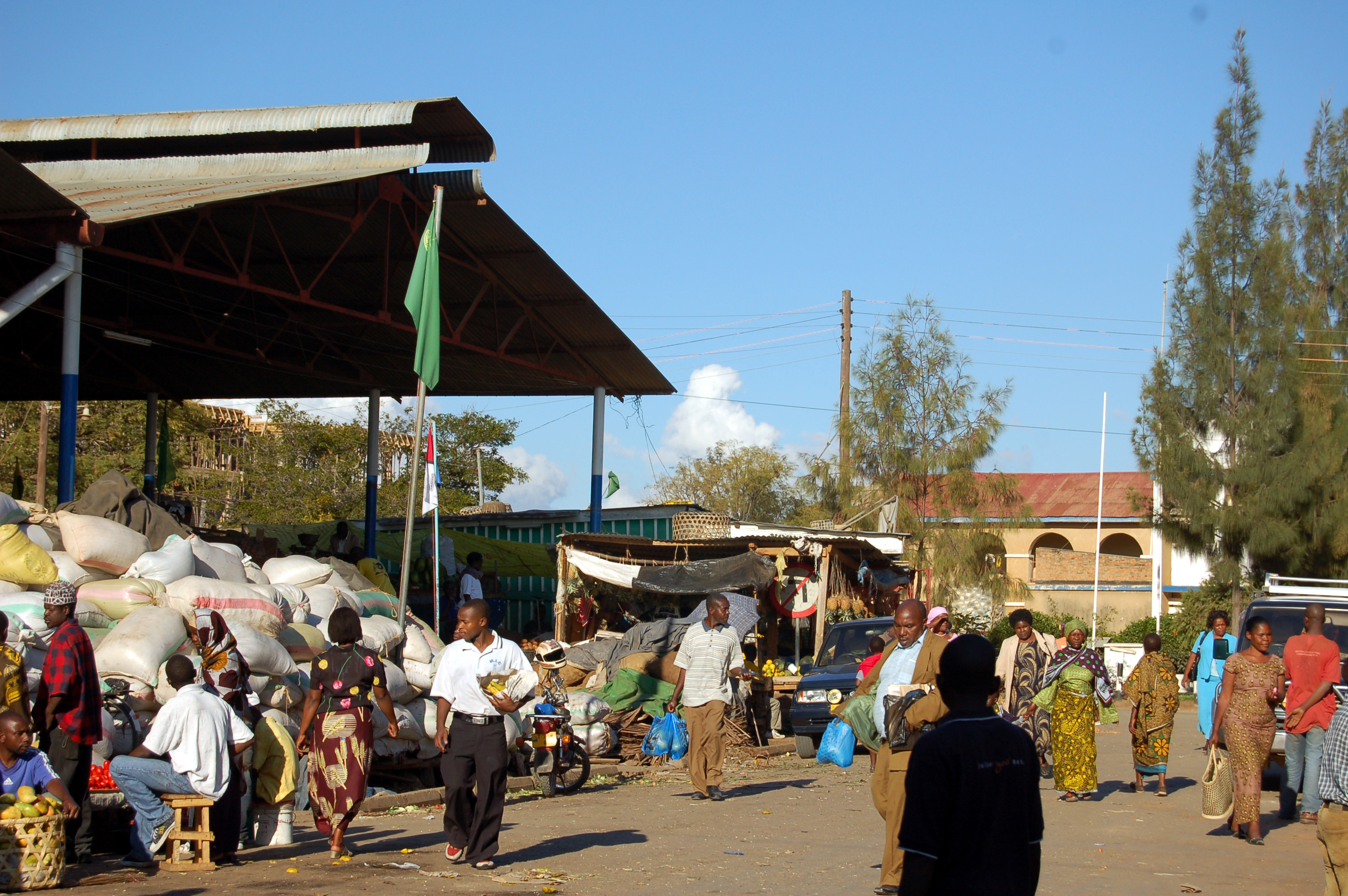
Markt in der Stadt Iringa

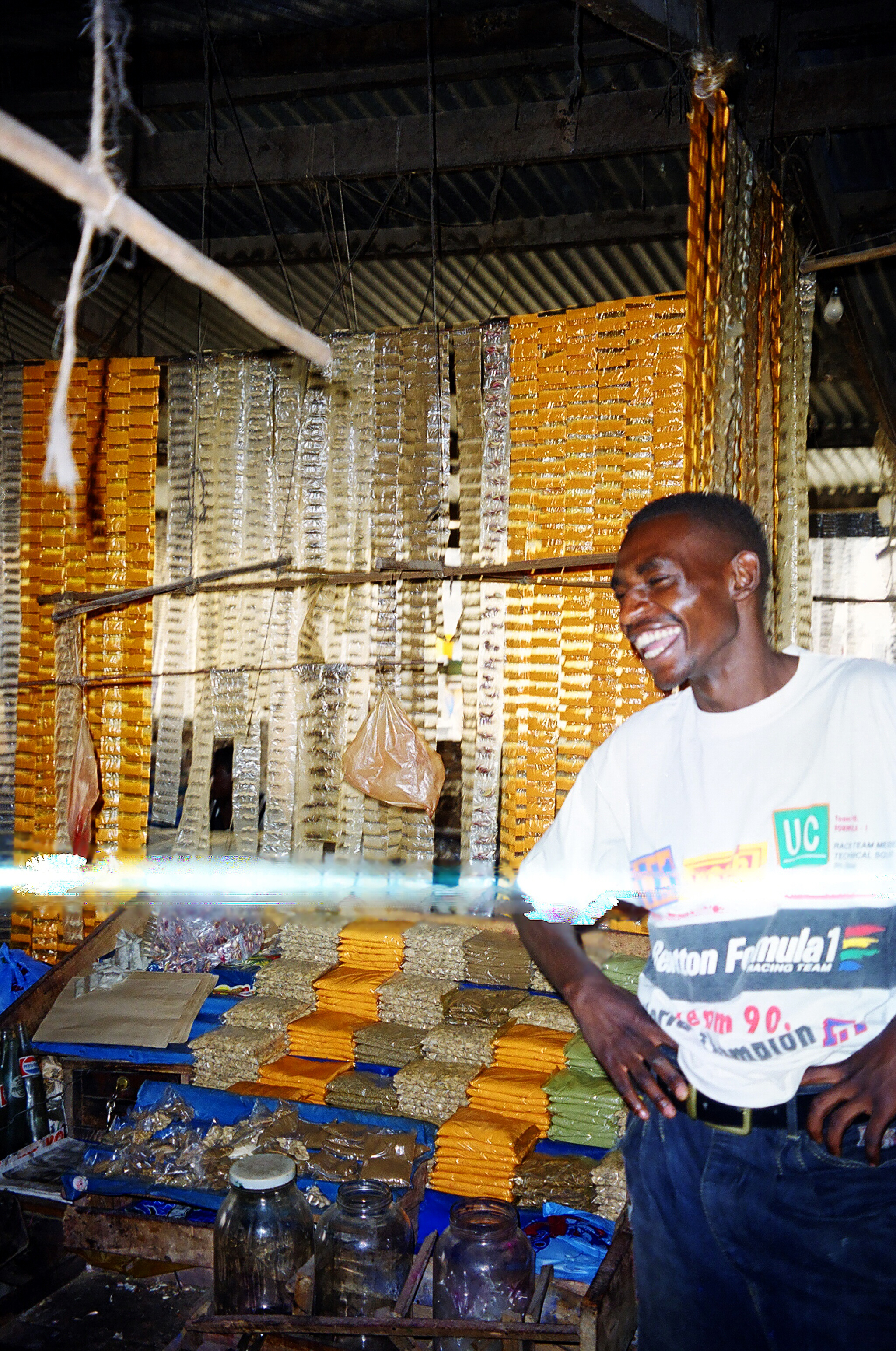
Straßenverkäufer

| Distrikt   | Fläche km² | Einwohner 2012 | Einwohner 2019 | Einwohner 2022 |
| ---------- | ---------- | -------------- | -------------- | -------------- |
| Iringa DC  | 20.414     | 254.032        | 300.571        | 315.354        |
| Iringa MC  | 330        | 151.345        | 186.140        | 202.490        |
| Kilolo DC  | 7.797      | 218.130        | 255.787        | 263.559        |
| Mafinga TC | 936        | 71.641         | 87.714         | 122.329        |
| Mufindi DC | 5.241      | 246.090        | 291.919        | 288.996        |

## Bevölkerung
Die größte ethnische Gruppe der Region sind die Hehe. Die Bevölkerungspyramide zeigt die für viele afrikanische Gebiete breite Basis, das heißt einen hohen Anteil an Jugendlichen. Der Anteil der über Fünfjährigen, die Lesen und Schreiben können, liegt bei 79 Prozent, 82 Prozent bei Männern und 76 Prozent bei Frauen:
Auffallend ist die unterschiedliche Verteilung zwischen Stadt und Land. Die Pyramide von Iringa Stadt zeigt eine Ausbuchtung in der Altersgruppe von 15 bis 24 Jahren, die auf eine Zuwanderung von Jugendlichen in die Stadt hindeutet. Diese ist bei Frauen ausgeprägter als bei Männern:

## Einrichtungen und Dienstleistungen
- Bildung: In der Region gibt es 484 Grundschulen und 156 weiterführende Schulen. Von den Grundschulen sind 472 staatlich und 12 privat, von den weiterführenden Schulen sind 48 Privatschulen (Stand 2014).[14] In der Stadt Iringa gibt es eine Universität mit 108 Lehrern und 4000 Studenten (Stand 2017).[15]
- Gesundheit: Für die medizinische Versorgung der Bevölkerung stehen sieben Krankenhäuser, 22 Gesundheitszentren und 208 Apotheken zur Verfügung. Von den Spitälern werden vier privat geführt und drei sind staatlich (Stand 2014).[14]
- Wasser: 55 Prozent der Bevölkerung werden mit sauberem und sicherem Wasser versorgt. In der Stadt liegt der Anteil bei 87 Prozent. Auf dem Land versorgen sich 38 Prozent aus ungeschützten Quellen und 17 Prozent aus Gewässern (Stand 2012).[16]
- Elektrische Energie: Alle Städte und rund ein Viertel der Dörfer werden mit elektrischer Energie versorgt (Stand 2014).[14]

## Wirtschaft und Infrastruktur
| Die Landwirtschaft ist der wichtigste Wirtschaftszweig der Region, sie beschäftigt achtzig Prozent der erwerbstätigen Bevölkerung und trägt neunzig Prozent zum Bruttoinlandsprodukt bei, danach folgen Handel und Industrie mit zusammen sieben Prozent. Von den 220.000 Haushalten beschäftigen sich 180.000 mit Landwirtschaft. Der Anbau ist abhängig von der Lage, so werden im Hochland überwiegend Mais, Bananen, Erbsen, Tee, Weizen, Kartoffel, Sonnenblumen und Bohnen angebaut. Die mittleren Lagen sind geeignet für Mais, Bohnen, Süßkartoffel, Bohnen, Sonnenblumen und Obst, während in den Niederungen vor allem Hirse, Augenbohnen, Sonnenblumen, Sesam, Maniok, Erdnüsse, Reis, Bananen, Gemüse und tropische Früchte kultiviert werden. Etwa die Hälfte der Haushalte hält Nutztiere, überwiegend Hühner, Rinder und Ziegen. | Die zur Anzeige dieser Grafik verwendete Erweiterung wurde dauerhaft deaktiviert. Wir arbeiten aktuell daran, diese und weitere betroffene Grafiken auf ein neues Format umzustellen. (Mehr dazu) |

### Landwirtschaft

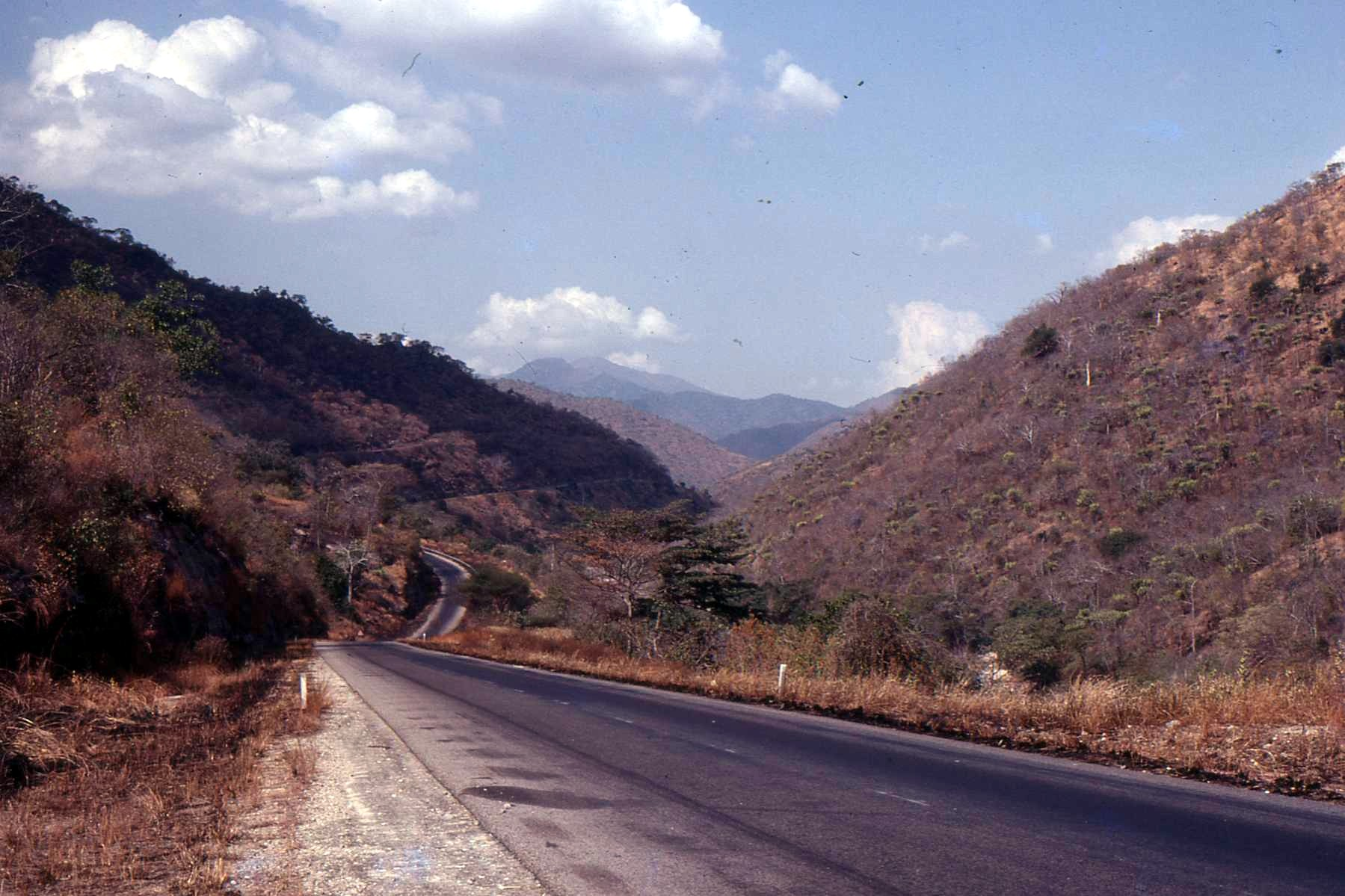
Nationalstraße T1 von Iringa nach Osten

### Verkehr
Durch die Region führt der Tanzam Highway, die Nationalstraße T1, von Daressalam nach Sambia. In der Stadt Iringa zweigt von ihm die Nationalstraße T5 nach Dodoma ab.

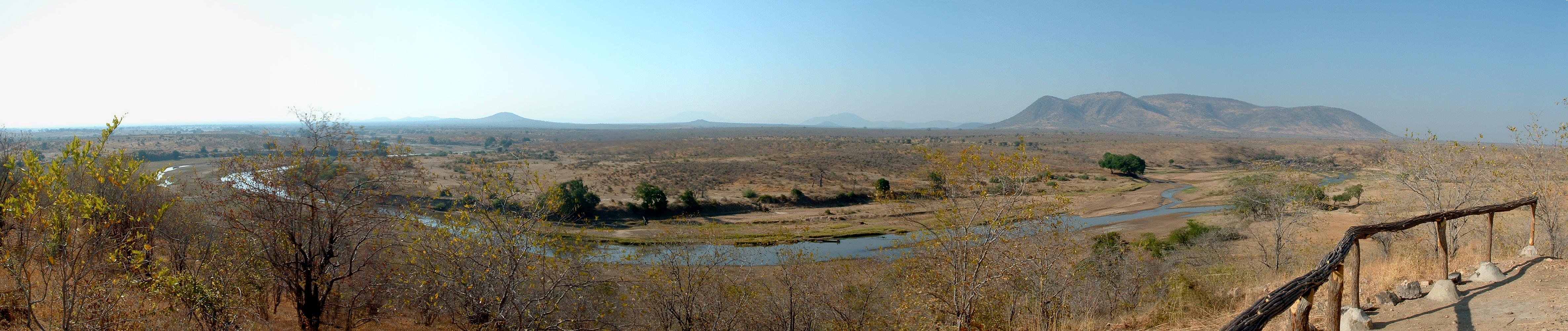
Ruaha-Nationalpark mit dem Fluss Ruaha

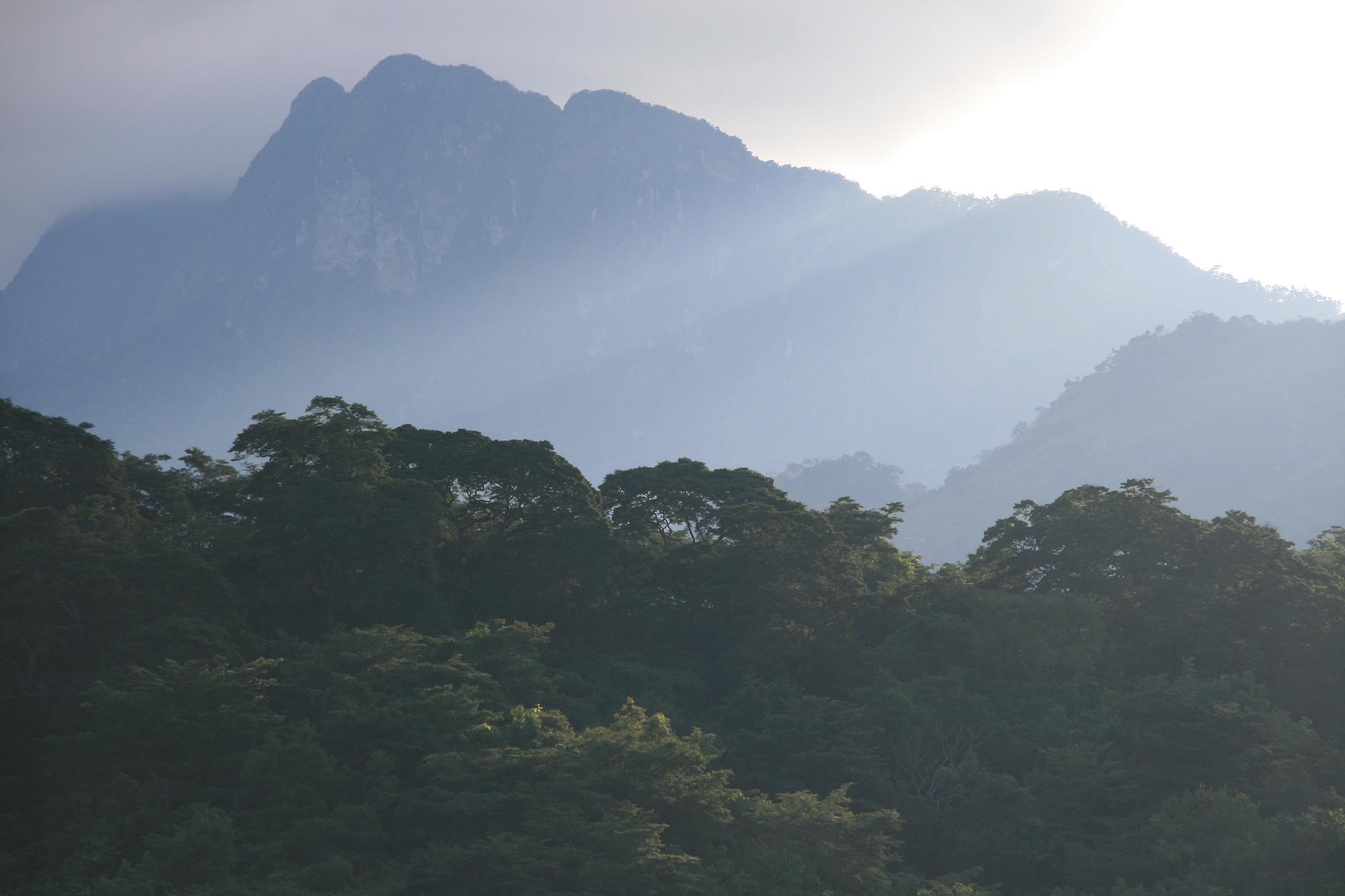
Wälder im Udzungwa-Mountains-Nationalpark

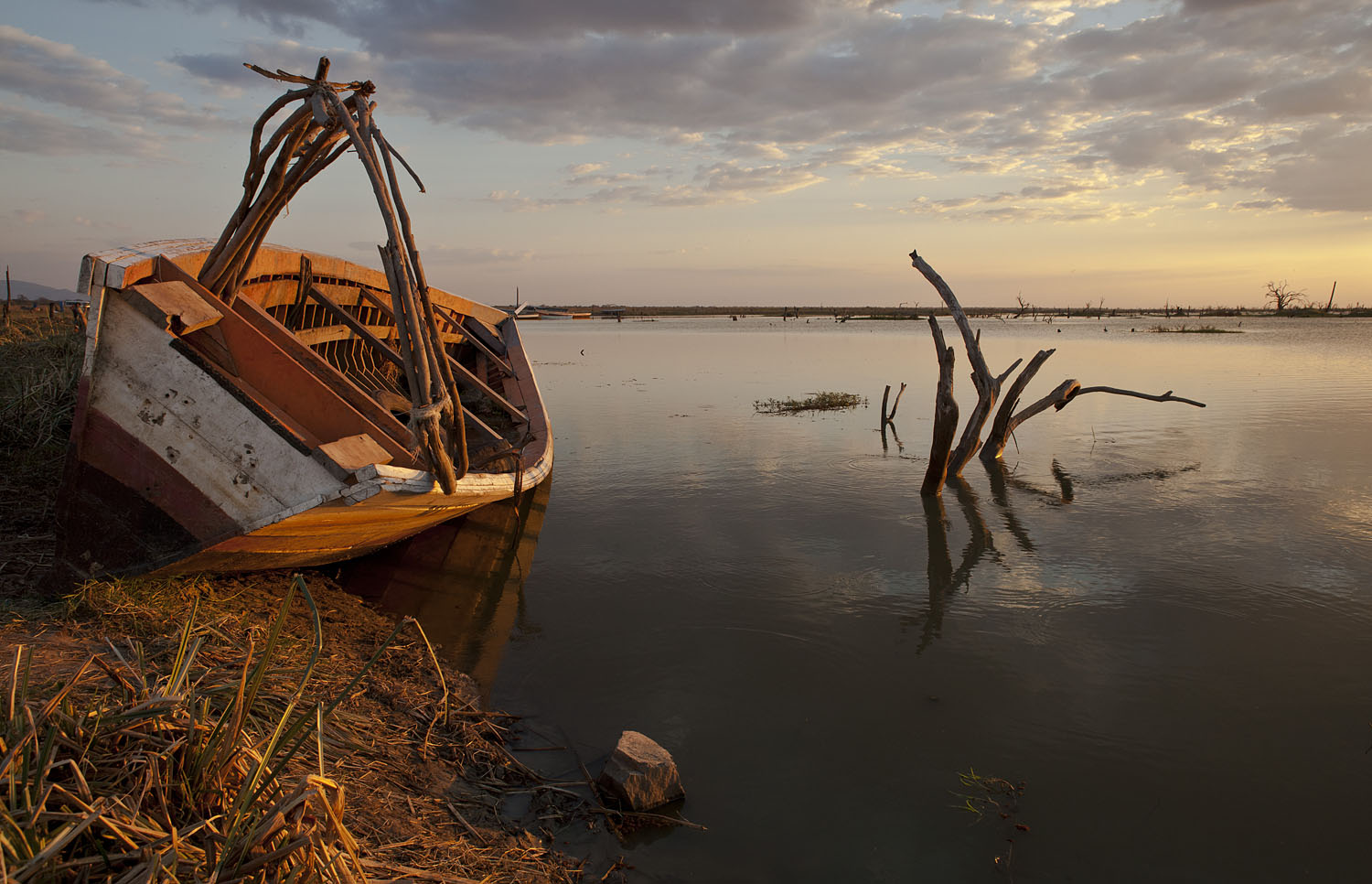
Mtera Stausee

## Sehenswürdigkeiten
- Ruaha-Nationalpark: Er ist mit 20.300 Quadratkilometer der größte Nationalpark Tansanias und liegt auch in den Regionen Mbeya und Dodoma. Er ist bekannt wegen seiner großen Löwenrudel und der seltenen Wildhunde.[20][21]
- Udzungwa-Mountains-Nationalpark: Der an der Grenze zu Morogoro gelegene Park ist 1990 Quadratkilometer groß. Die von Wäldern bedeckten Berge beherbergen endemische Pflanzen und Tiere. Der Nationalpark ist auch wegen seines Vogelreichtums von mehr als 400 Arten bekannt.[20][22]
- Igeleke Felsmalereien: Prähistorische ockerfarbene Zeichnungen zeigen menschliche Figuren und Tiere.[23]
- Mtera-Stausee:  Ein 260 Meter langer und bis zu 45 Meter hoher Damm staut den Fluss Ruaha zu einem 600 Quadratkilometer großen See. Es werden 80 MW elektrischer Energie erzeugt. Der See zieht wegen seines Fischreichtums und seiner abgestorbenen Bäume in den Flachwasserzonen viele Vögel an. Flamingos, Kormorane, Graureiher und Fischadler nisten am See, hunderttausende Schwalben leben an seinem Ufer.[24][5]